# Scotophilus kuhlii
Scotophilus kuhlii — вид ссавців родини лиликових.

## Проживання, поведінка
Країни поширення: Бангладеш, Камбоджа, Китай, Гонконг, Індія, Індонезія, Лаоська Народно-Демократична Республіка, Малайзія, М'янма, Пакистан, Філіппіни, Шрі-Ланка, Тайвань, Таїланд, Тимор-Леште, В'єтнам. Був записаний від рівня моря до висоти 1111 м над рівнем моря. Цей адаптований вид зустрічається в первинному і вторинному смередовищі проживання, а також у сільських і міських районах. Лаштує сідала в храмах, печерах, дуплах дерев, пальмовому листі, дахах, щілинах, тріщинах і отворах в стінах і на дахах старих будинків, сухому листі дерев в колоніях з кількох сотень особин. Це ранній літун і воліє харчуватися перетинчастокрилими і двокрилими. Одне або два маля, народжується після періоду вагітності 105—115 днів.

## Загрози та охорона
Здається, немає серйозних загроз для цього широко поширеного виду. Цей вид був записаний з багатьох охоронних територій.